# BAGE4
BAGE4 (англ. BAGE family member 4) – білок, який кодується однойменним геном, розташованим у людей на короткому плечі 22-ї хромосоми. Довжина поліпептидного ланцюга білка становить 39 амінокислот, а молекулярна маса — 4 230.
| MAAGAVFLAL |  | SAQLLQARLM |  | KEESPVVSWW |  | LEPEDGTAL |

A: Аланін

D: Аспарагінова кислота

E: Глутамінова кислота

F: Фенілаланін

G: Гліцин

K: Лізин

L: Лейцин

M: Метіонін

P: Пролін

Q: Глутамін

R: Аргінін

S: Серин

T: Треонін

V: Валін

Секретований назовні.